# あるごう
あるごうは、太平洋沿海フェリーが運航していたフェリー。後に関西汽船、名門大洋フェリーでも運航された。船名は星座のアルゴ座から。

## 概要
日本海重工業富山造船所で建造され、1973年6月に就航した。
名古屋 - 南紀勝浦 - 大分航路に就航したが、1980年4月、航路休止により引退。この時船首についていた金鯱のバウマークは現在、名古屋港ガーデン埠頭にて展示されている。その後来島興産に売却された上で、関西汽船が傭船してフェリーこがね丸となり、同年11月14日に阪神 - 別府航路に就航した。1980年11月7日には来島海峡で座礁、総員退船となったが、来島どっく大西工場で修理された。
1984年12月、フェリーにしき丸とともにさんふらわあ、さんふらわあ2と等価交換され、名門大洋フェリーへ移籍、ぺがさす (2代)として就航した。
ニューぺがさすの就航により、1989年に引退した。
その後、海外売船され、ギリシャのDANE SEA LINEでRODOSとしてピレウスとロドス島を結ぶ航路に就航した。
2004年にDANE SEA LINEの倒産で係船され、2006年にスクラップとして売却され、RODに改称して回航、インドで解体された。

### 航路

#### 太平洋沿海フェリー
- 名古屋港 - 南紀勝浦港 - 大分港
  - あるなするの売却後は本船のみで運航された。

#### 関西汽船
- 大阪港 - 神戸港 - 別府港

#### 名門大洋フェリー
- 大阪南港（大阪南港フェリーターミナル） - 新門司港（新門司フェリーターミナル）

#### DANE SEA LINE
- ピレウス - パトモス島 - レロス島 - カリムノス島 - コス島 - ロドス島

## 事故・インシデント

### 来島海峡での座礁とあいぼり丸との衝突
1980年11月7日、2時18分ごろ、大阪港から神戸港を経由して別府港へ向かっていた本船は来島海峡を通航する際、濃霧による視程不良で馬島南東端のサザエ埼に乗り揚げた。その直後、大阪港から神戸港、坂手港、高松港を経由して同じく別府港へ向かって本船に続航していたあいぼり丸が、乗り揚げた本船に衝突した。本船は補機室に浸水、右舷に傾斜したため、2時45分に総員退船となり、保船要員を除いた乗客乗員はシューター、救命いかだで脱出し、来援した巡視艇、漁船に救助された。その後、サルベージ船の支援により同日9時ごろに離礁し、来島どっく大西工場へ曳航された。あいぼり丸は本船の救助のため周辺海域で待機後、今治港へ入港した。
本船は乗り揚げにより、左舷側中央部の船底に小破口を生じ、船尾船底部が圧壊、左舷のプロペラ翼4枚中3枚が脱落、左舷の舵の下部が圧壊して舵軸が曲損、船底外板の全般に擦過傷を生じた。また、衝突により、右舷船尾部の喫水線上の外板が長さ約6メートル高さ約4メートルにわたって大破した。あいぼり丸は、船首上部が先端から約2メートルまで圧壊した。衝突時にあいぼり丸で1名、本船からの退船時に1名が軽傷を負った。事故発生当時、天候は薄曇で風はほとんどなかったが、中水道は約6ノットの北への流れがあり、濃霧注意報が発表されていて局地的な霧により視程は1,200-1,500 mと悪化していた。
事故原因は、夜間、霧により視界が制限された北流最強時の来島海峡中水道を通航するにあたり、本船は、安全な速力とせず、船長の変針点などの報告に関する指示が不十分で変針の時機を逃したこと、あいぼり丸は、安全な速力とせず、船間距離が不十分で乗り揚げた本船を避航できなかったこと、とされた。